# Хейнасте, Хейно
Хе́йно Хейнасте (3 марта 1928, Kuigatsi Rural Municipality — 25 июня 2006, Таллин) — советский легкоатлет, бронзовый призёр чемпионата Европы.

## Карьера
В 1954 году на чемпионате Европы выиграл бронзовую медаль в толкании ядра, уступив соотечественнику Отто Григалке и чехословаку Иржи Скобле. Через месяц на чемпионате СССР завоевал серебро, проиграв Григалке.